# أرنولد أندرسون
أرنولد أندرسون (بالإنجليزية: Arnold Anderson) هو عداء سريع نيوزيلندي، ولد في 22 مارس 1912 في تيمارو ‏ في نيوزيلندا، وتوفي في 17 يناير 1996 في دنيدن في نيوزيلندا.

## روابط خارجية
- أرنولد أندرسون على موقع اتحاد ألعاب الكومنولث (مؤرشف) (الإنجليزية)